# Blangu
Blangu is een bestuurslaag in het regentschap Sragen van de provincie Midden-Java, Indonesië. Blangu telt 3367 inwoners (volkstelling 2010).